# Stara Hercegovina
Stara Hercegovina povijesno-zemljopisno je područje koje obuhvaća dio Hercegovine koji je 1878. godine pripao Crnoj Gori. 
Srpska historiografija u to područje uključuje i zapad Sandžaka/Raške s tri općine u kojim su Srbi većina; Pljevlja, Prijepolje i Priboj, a nekad i četvrta; Nova Varoš.
U takvoj podjeli se u Staru Hercegovinu uključuje i sjeverni dio Boke, oko Herceg Novog, kao gornje Podrinje; Rudo, Čajniče, Foču, Novo Goražde, Goražde i Ustikolinu u BiH, odnosno sva područja koja su nekoć pripadala Hercegovini, a nalaze se izvan današnje regije Hercegovine unutar BiH. Bilo u razdoblju postojanje feudalne Hercegovine pod Kosačama, bilo kao osmanskog sandžaka.
Dio u gornjem Podrinju i zapadnom Sandžaku predstavlja ugrubo zapad stare Raške, područje gdje je nastala "prva srpska država", što objašnjava i motive srpskog uključivanja tih područja u Staru Hercegovinu.
Naziv područja ("Stara Hercegovina") treba razlikovati od opisnog izraza "stara Hercegovina" (s malim slovom s) koji se ponekad upotrebljava za označavanje cijele Hercegovine u starim vremenima.

## Povijest
Prije nastanka Hercegovine (sredina 15. Stoljeća), na području Stare Hercegovine postojalo je nekoliko starih župa, kao što su: Onogošt (župa), Breznica (župa), Ljuboviđa (župa) i druge oblasti i župe prema unutrašnjosti, do gornjeg Podrinja i donjeg Polimlja. Za vrijeme turske vlasti, kada je na tim prostorima postojao Hercegovački sandžak, a potom i Hercegovački pašaluk, poseban značaj je dobila Pljevlja, u kojoj je tokom dužeg vremena bilo i sjedište hercegovačkog sandžak-bega. 

### Stara Hercegovina u sastavu Crne Gore
Tijekom Hercegovačkog ustanka (1875. – 1878.), znatan dio Hercegovine oslobođen je od turske vlasti. Pošto se ustanak odvijao usporedno s Crnogorsko - turskim ratom (1876. - 1878.), zajedničkim naporom Crnogoraca i ustanika ostvareni su značajni uspjesi, od kojih je poseban značaj imalo zauzimanje Nikšića (1877.). Odlukom Berlinskog kongresa (1878.), najveći dio oslobođenog područja ušao je u sastav Knjaževine Crne Gore. Tada se postavilo i pitanje o unošenju hercegovačke odrednice u prošireni vladarski naslov knjaza Nikole, koji je vrlo poštovao Hercegovce, ali to nije moglo biti učinjeno zbog stilizacije Berlinskog ugovora, u kome je pojam Hercegovine bio ograničen na dio pod austrougarskom okupacijom.
Tijekom Prvog balkanskog rata (1912.), zauzet je i prostor sjeverno, a Sandžak (iz kojeg se austrougarska vlast povukla 1908., kada je anektirala BiH, odnosno njezinih preostalih 5 distrikata) je podijeljen između kraljevina Srbije i Crne Gore, što je i potvrđeno Londonskim mirovnim ugovorom od 30. ožujka 1913. godine. 
Srpska historiografija to smatra završetkom geopolitičkog oblikovanja pojma Stare Hercegovine.

## Političke aktivnosti Srba na području Stare Hercegovine
Nakon proglašenja državne neovisnosti Crne Gore (2006.), područje Stare Hercegovine (pogotovo u proširenim granicama srpske historiografije) obuhvaća prostor gdje se većina stanovnika smatra Srbima po nacionalnosti.
Također, postoji i dijalektalna razlika, prostor definiran srpskom historiografijom je novoštokavski, dok je ostatak Crne Gore staroštokavski (zetsko-sandžački dijalekt).
S obzirom na protivljenja neovisnosti lokalnog stanovništva i ostale razlike prema ostatku Crne Gore, nakon neovisnosti su se u ovom području pojavile i razne autonomističke težnje, kao i planovi za pripajanje Srbiji, pa čak i šireg područja, od južne Boke, pa nadalje.